# ヒトツモンミミズ
ヒトツモンミミズ Pheretima hilgndorfi はフトミミズ科のミミズの1種。日本では広く普通に見られ、日本のフトミミズ類の代表的な種である。腹面前方中央に円い斑紋があるのが特徴だが、1つでないことも多い。

## 特徴
比較的大型のミミズで、体長は普通は115mm、体幅は6mm程度で、体節数は110ほど。体色はアルコール標本では緑褐色で環帯は暗褐色。雌性生殖孔はXIV節にあり、その腹面の正中線上に白い腺で取り巻かれた灰色の部分があって、その中央に開く。受精嚢孔は体節VI/VIIとVII/VIIIの位置にあり、VIIIの体節の剛毛線の前の方の正中線に沿って並んでいる。個体によってはIXにも見られる。雄性生殖孔は持たない個体が多い。
腹面中央にある斑紋は性徴と呼ばれ、小粒状の隆起が集まって円形になったもので、本種の特徴でもある。これが1つあるのが和名の由来であるが、実際には2つの体節に連続して2個ある個体が多く、より多くを持つ例もある。また生殖関係では受精嚢孔は必ずあるものの、雄性孔に関しては1対を持つ例は少なく、片方だけを持つ例もあり、むしろ大多数は雄性孔を持っていなかったとの報告がある。

## 生態など
表層性のフトミミズ類は卵胞で越冬し、春に孵化し、夏に成熟する1年生の生活史を持つのが普通である。本種も東京での調査では幼体が3月から見られ初めて5-6月に多く、成体は6月から8月まで見られて9月以降はごく少なくなる。
飼育下では夏から秋に多数産卵し、冬を越して卵包から幼生が出てくる。この際、卵包は中央から大きく2つに割れるように口を開き、そこから幼生が脱出する。
上記のようにフトミミズ類は雌雄同体なのだが、フトミミズ属では雄性生殖孔を持たない個体がかなり見られ、特に本種では雄性生殖孔を持たない個体が非常に多い。またこの比率は地域によって異なる。従って雌個体多数に対して雄性器官を持つ個体がごく少数しかいない、という状況があることになる。この類が実際にはどのような生殖を行っているか、たとえばわずかに雌雄の分化があるのか、あるいは単為生殖が行われているのか、といった点についてはわかっていない。ただし、単独個体で飼育し、繁殖を確認した実験例はある。
ミミズは時折地上に出てくることがあり、道路上などでも見かけることがある。その理由については明確ではないが、本種もそのような行動を取り、鎌倉市で行われた調査では本種が一番多かったという。また運動能力にも秀でており、本種をポリバケツで飼育していると、集団で脱出してしまうことがあるという。内部の条件が不適になったときに起きるようだが、湿った垂直の壁を簡単に這い上り、周囲の地面に固まっているのが発見されることがあるという。

## 分布
日本では沖縄を除く全国で普通の種である。雑木林から植え込み、道路脇の落葉下、腐植質の中などによく見られ、個体数も多い。

## 近似種など
日本にはフトミミズ属の種は数多く、どれもよく似ている。本種では名前にある性徴が腹面中央に円い斑紋を作ることで区別は容易である。他にも性徴を持つ種はあるが、環帯前方中央に1-3個、それに円い形のものは他にない。

## 利害
一般的なミミズの利害の域に含まれる。ただしフトミミズ類の代表的な種として、ミミズ観察の教材に向いている、との少々奇抜な推薦の声がある。